# Seznam dílů seriálu Luke Cage
Toto je seznam dílů seriálu Luke Cage. Americký akční televizní seriál Luke Cage byl zveřejněn na Netflixu. V prosinci 2016 bylo oznámeno, že seriál získá druhou řadu, která měla premiéru 22. června 2018.

## Přehled řad
| Řada | Díly | Premiéra na Netflixu |
| ---- | ---- | -------------------- |
| 1    | 13   | 30. září 2016        |
| 2    | 13   | 22. června 2018      |

## Seznam dílů

### První řada (2016)
| Č. v seriálu | Č. v řadě | Původní název                | Český název                                                | Režie              | Scénář                                 | Premiéra na Netflixu |
| ------------ | --------- | ---------------------------- | ---------------------------------------------------------- | ------------------ | -------------------------------------- | -------------------- |
| 1            | 1         | Moment of Truth              | Okamžik pravdy                                             | Paul McGuigan      | Cheo Hodari Coker                      | 30. září 2016        |
| 2            | 2         | Code of the Streets          | Zákon ulice                                                | Paul McGuigan      | Cheo Hodari Coker                      | 30. září 2016        |
| 3            | 3         | Who's Gonna Take the Weight? | Kdo převezme otěže? (Netflix) Kdo převezme otěže (Disney+) | Guillermo Navarro  | Matt Owens                             | 30. září 2016        |
| 4            | 4         | Step in the Arena            | Vkroč do arény                                             | Vincenzo Natali    | Charles Murray                         | 30. září 2016        |
| 5            | 5         | Just to Get a Rep            | Reputace                                                   | Marc Jobst         | Jason Horwitch                         | 30. září 2016        |
| 6            | 6         | Suckas Need Bodyguards       | Slaboši potřebují ochránce                                 | Sam Miller         | Nathan Louis Jackson                   | 30. září 2016        |
| 7            | 7         | Manifest                     | Manifest                                                   | Andy Goddard       | Akela Cooper                           | 30. září 2016        |
| 8            | 8         | Blowin' Up the Spot          | Podezřelý                                                  | Magnus Martens     | Aïda Mashaka Croal                     | 30. září 2016        |
| 9            | 9         | DWYCK                        | DWYCK                                                      | Tom Shankland      | Christian Taylor                       | 30. září 2016        |
| 10           | 10        | Take It Personal             | Ber si to osobně                                           | Stephen Surjik     | Jason Horwitch                         | 30. září 2016        |
| 11           | 11        | Now You're Mine              | Teď jsi můj                                                | George Tillman Jr. | Christian Taylor                       | 30. září 2016        |
| 12           | 12        | Soliloquy of Chaos           | Monolog chaosu                                             | Phil Abraham       | Akela Cooper a Charles Murray          | 30. září 2016        |
| 13           | 13        | You Know My Steez            | Znáš můj styl                                              | Clark Johnson      | Aïda Mashaka Croal a Cheo Hodari Coker | 30. září 2016        |

### Druhá řada (2018)
| Č. v seriálu | Č. v řadě | Původní název                     | Český název          | Režie                      | Scénář                                  | Premiéra na Netflixu |
| ------------ | --------- | --------------------------------- | -------------------- | -------------------------- | --------------------------------------- | -------------------- |
| 14           | 1         | Soul Brother #1                   | Duchovní parťák č. 1 | Lucy Liu                   | Cheo Hodari Coker                       | 22. června 2018      |
| 15           | 2         | Straighten It Out                 | Vyrovnání            | Steph Green                | Akela Cooper                            | 22. června 2018      |
| 16           | 3         | Wig Out                           | Divočina             | Marc Jobst                 | Matt Owens                              | 22. června 2018      |
| 17           | 4         | I Get Physical                    | Jdu do toho tělem    | Salli Richardson-Whitfield | Matthew Lopes                           | 22. června 2018      |
| 18           | 5         | All Souled Out                    | Totální soul         | Kasi Lemmons               | Ian Stokes                              | 22. června 2018      |
| 19           | 6         | The Basement                      | Sklep                | Millicent Shelton          | Aïda Mashaka Croal                      | 22. června 2018      |
| 20           | 7         | On and On                         | Dál a dál            | Rashaad Ernesto Green      | Nicole Mirante Matthews                 | 22. června 2018      |
| 21           | 8         | If It Ain't Rough, It Ain't Right | Jedině drsně         | Neema Barnette             | Nathan Louis Jackson                    | 22. června 2018      |
| 22           | 9         | For Pete's Sake                   | Pro Kristovy rány    | Clark Johnson              | Matt Owens a Ian Stokes                 | 22. června 2018      |
| 23           | 10        | The Main Ingredient               | Hlavní ingredience   | Andy Goddard               | Akela Cooper                            | 22. června 2018      |
| 24           | 11        | The Creator                       | Stvořitel            | Stephen Surjik             | Nicole Mirante Matthews a Matthew Lopes | 22. června 2018      |
| 25           | 12        | Can't Front On Me                 | Neštvi mě            | Evarado Gout               | Aïda Mashaka Croal                      | 22. června 2018      |
| 26           | 13        | They Reminisce Over You           | Vzpomínají na tebe   | Alex Garcia Lopez          | Cheo Hodari Coker                       | 22. června 2018      |